# Giuseppe Appiani (Sänger)
Giuseppe Appiani (* 29. April 1712 in Mailand, Herzogtum Mantua; † 2. Juni 1742 in Bologna, Kirchenstaat) war ein italienischer Altkastrat. Nach anderen Quellen war er auch unter dem Beinamen Appianino oder einfach nur Pianino bekannt. Appiani war – neben Farinelli, Caffarelli und Felice Salimbeni – einer der bekanntesten Absolventen der Gesangsschule des Neapolitaner Komponisten und Gesangslehrers Nicola Porpora.

## Debüt in Italien (Rom, Mailand, Venedig)
Erstmals trat Appiani 1729 in Rom in Werken von Leonardo Vinci auf. Seinen ersten öffentlichen Auftritt hatte er in La contesa de’ Numi, einem „componimento drammatico“, dessen Libretto von dem in Wien tätigen kaiserlichen Hofpoeten Pietro Metastasio geschrieben worden war. Mit diesem Stück, das von Kardinal Melchior de Polignac in Auftrag gegeben worden war, wurde am 26. und 30. November 1729 im Hof des Palasts des Kardinals in Rom die Geburt des Thronfolgers Louis V. Joseph von Frankreich gefeiert. Sein Theaterdebüt folgte am 26. Dezember desselben Jahres zur Eröffnung der Karnevalssaison am Teatro delle Dame in Rom, wo er als Erissena in Leonardo Vincis Alessandro nell’Indie, der ersten Vertonung dieses Librettos, auf der Bühne stand.
Am 28. August 1730 gab er sein Debüt am Teatro Regio Ducale in Mailand in der Rolle des Sigismondo in der Oper Arminio des zu der Zeit schon designierten Kapellmeisters der Sächsischen Hofkapelle Johann Adolph Hasse. In Mailand stand er zusammen mit zwei der größten Gesangstalente seiner Zeit auf der Bühne: der Sopranistin Faustina Bordoni, die noch im gleichen Jahr 1730 Hasse heiraten sollte, und dem Kastraten Giovanni Carestini. Gleichzeitig war seine Mitwirkung in der Produktion des Arminio Appianis erste Zusammenarbeit mit Hasse.
1731 kehrte er für zwei Karnevalproduktionen an das Teatro delle Dame in Rom zurück:
- als Emirena in Ciro riconosciuto von Francesco Araja[3] sowie
- als Niceta in Evergete von Leonardo Leo[4]

Im Herbst 1731 trat er zum ersten Mal am Teatro San Giovanni Grisostomo in Venedig auf, wiederum zusammen mit Faustina Bordoni
- als Seleuco in Scipione il Giovane von Luca Antonio Predieri (UA: 19. November 1731)[5]
- als Argilio in Epaminonda von Geminiano Giacomelli (UA: 26. Dezember 1731)[6]
- als Olinto in Demetrio von Johann Adolph Hasse (UA: 10. Februar 1732)[7]

### Weitere Rollen in Italien
- Giulio Cesare in Cesare in Egitto von Geminiano Giacomelli (UA: Mailand, Teatro Regio Ducal, Januar 1735) – zusammen mit Angelo Maria Monticelli, Vittoria Tesi und Angelo Amorevoli[8]
- Epitide in Merope von Giuseppe Ferdinando Brivio (UA: Mailand, Teatro Regio Ducal, 26. Dezember 1738)[9]
- Germania trionfante in Arminio von Giuseppe Ferdinando Brivio (UA: 2. Mai 1739)[10]
- Arbace in Artaserse von Christoph Willibald Gluck (UA: Mailand, Regio Ducal Teatro 26. Dezember 1741)[11]

Für 1733 werden bei Allorto des Weiteren eine Aufführung der Oper Tito Manlio von Carlo Francesco Pollarolo in Genua, Teatro San Agostino, sowie eine Clemenza di Tito eines unbekannten Komponisten genannt. Pollarollo starb aber bereits 1723; auch ist bei Corago keine spätere Aufführung als 1720 dokumentiert.

## Kammersänger am Kaiserhof in Wien
Zum 10. Januar 1739 erhielt Appiani eine Anstellung als Kammersänger am Wiener Kaiserhof, offensichtlich angestellt durch Elisabeth Christine von Braunschweig-Wolfenbüttel, die Gattin Kaiser Karls VI. und als solche auch Königin von Ungarn und Böhmen. (Jedenfalls wird er im Libretto des Artaserse von Christoph Willibald Gluck als „Virtuoso di Camera nell’attual servizio di S.M. la Regina di Ongberia e Boemia et cc.“ angekündigt.) Sein Jahresgehalt wird mit 1800 Florin angegeben.

## Plötzlicher Tod 1742
Im Jahre 1742 sollte Appiani in der Oper Eumene von Niccolò Jommelli, die am Teatro Malvezzi in Bologna aufgeführt wurde, mitwirken. Dafür war vertraglich eine Rekordgage von 3400 Lire vereinbart worden. Bei der Aufführung am 5. Mai 1742 trat Appiani noch auf. Doch war er während der Proben zu Eumene erkrankt und erlag dieser Krankheit am 2. Juni 1742.

## Würdigung
Trotz einer nur recht kurzen Sängerkarriere wurde Appiani hoch gehandelt. Das zeigen nicht zuletzt die hohen Gagen, die ihm gewährt wurden. Darüber hinaus finden sich Hinweise auf seine außergewöhnliche Gesangsbegabung.
So nennt ihn Charles de Brosses in seinen Briefen aus Italien in einer Reihe mit Senesino, Laurenzino, Marianini, Egizietto, Angelo Maria Monticelli, Felice Salimbeni und Porporino zu den besten Kastraten, die er in Italien gehört habe. Dabei wird nur Appianino mit der Apposition „excellent contralto“ versehen, was auf einen besonderen Eindruck hinweisen könnte.
François-Joseph Fétis vermerkt in dem Kurzeintrag in seiner Universellen Biographie der Musiker, dass Appianino „am Beginn einer Karriere“ verstorben sei, „die sich ausgesprochen vielversprechend ausnahm“.

## Appiani als Romanfigur
Tanja Kinkel hat in ihrem Roman Verführung (2013) Appianino zur handelnden Person erhoben.